# Namory Camara
Pour les articles homonymes, voir Camara.
Namory Camara né en 1974, est un homme politique guinéen.
Il est le ministre de l'Énergie dans le gouvernement Bah Oury depuis le 29 juillet 2025.

## Biographie
Namory Camara, a fait son école primaire à Lomé au Togo, le collège et le lycée à Sainte Marie de Conakry. Juriste de formation, il est diplômé de l’Université Dakar-Bourguiba, au Sénégal.

## Parcours professionnel
Avant d'être ministre, il était directeur général de la société d’exploitation et de gestion de l’aéroport de Conakry - SOGEAC.
Il est nommé par décret le 29 juillet 2025, Ministre de l'Énergie.

## Prix et reconnaissance
- 2025 ː Prix du meilleur Manager de l’année lors de la 3ème édition du Forum Économique d’Émergence Magazine[7].